# 水田広行
水田 廣行（みずた ひろゆき、1949年（昭和24年）11月30日 - ）は、大阪府出身の実業家。近畿大阪銀行（現在の関西みらい銀行）社長、りそなホールディングス社長、りそな銀行社長を務めた。現在、TOKYO TOWER代表取締役会長、あおぞら銀行取締役。

## 経歴
灘高等学校を経て、1974年東京大学文学部を卒業、協和銀行に入行した。その後、2002年3月よりあさひ銀行執行役員営業推進本部担当(地域担当)兼大阪営業部長、2003年3月よりりそな銀行執行役員大阪中央営業部長、同年5月りそな銀行副頭取、同年10月近畿大阪銀行代表取締役副社長、翌11月より同代表取締役社長を務めた。
2006年6月よりりそなホールディングス取締役兼代表執行役社長、2007年6月より、りそな銀行代表取締役社長、りそなホールディングス執行役グループ戦略部(りそな銀行経営管理)担当を務めた。2009年4月にりそな銀行社長を退任した。
2011年6月、日本電波塔（現：TOKYO TOWER）代表取締役会長、2013年6月、あおぞら銀行取締役。